# Ante Aračić
Ante Aračić (Imoschi, 28 settembre 1981) è un calciatore croato, difensore.